# 임창열
임창열(林昌烈, 1944년 5월 27일~)은 대한민국의 관료 출신 정치인이다.
서울대학교 졸업 후 1970년 행정고시에 합격하였고, 문민정부에서 통상산업부 장관을 거쳐 부총리 겸 재정경제원 장관을 지내면서 IMF와의 협상을 주도했다.
이인제가 1997년 대선 출마를 위해 경기도지사에서 사임하자, 1998년 새정치국민회의에 입당한 후 지방선거에서 당선되어 민선 2기 경기도지사를 역임했다. 2014년 9월에는 킨텍스 대표이사로 취임하였다.

## 학력
- 경기고등학교 졸업
- 서울대학교 경영학과 경영학 학사
- 윌리엄스 대학교 대학원 경제학과 경제학 석사
- 연세대학교 일반대학원 경영학과 경영학 석사
- 명지대학교 일반대학원 경영학과 경영학 박사

## 경력
- 1969 육군 중위 전역
- 1970년 : 제7회 행정고시 합격
- 1994~1995 조달청장
- 1995~1996 과학기술처 차관
- 1996~1996 제1대 해양수산부 차관
- 1996~1997 재정경제원 차관
- 1997~1997 제3대 통상산업부 장관
- 1997~1997 신한국당 당무위원
- 1997~1998 부총리 겸 재정경제원 장관
- 1998 새정치국민회의(새천년민주당) 입당
- 1998~2000 : 새정치국민회의 당무위원
- 2000~2002 : 새천년민주당 상임고문
- 1998~2002 : 경기도지사(민선 2기)
- 2002 경기대학교 경영학과 객원교수
- 2003 뉴시스 대표이사 회장
- 2004~2005 : 새천년민주당 상임고문 겸 당무위원
- 알앤엘바이오 회장
- 2007 민주당 상임고문
- 2007~2008 대통합민주신당 상임고문
- 2008 통합민주당 상임고문
- 2008 세종대학교 경영학과 전임강사
- 2010 알엔엘바이오 고문
- 2011 경기일보 대표이사 회장
- 2012.04 ㈔경기언론인클럽 이사장
- 2014.09 ~ 2019.09 : 킨텍스 대표이사
- 2020.09 ~ 2025.05 : 더불어민주당 상임고문 겸 당무위원

## 역대 선거 결과
|  | 54.30% |

|  | 0% |

## 소속 정당
| 소속 정당 | 소속 정당      | 소속 기간 | 비고           |
| --------- | -------------- | --------- | -------------- |
|           | 민주자유당     | 1993~1995 | 정계 입문      |
|           | 신한국당       | 1995~1997 | 당명 변경      |
|           | 한나라당       | 1997~1998 | 합당           |
|           | 무소속         | 1998      | 탈당           |
|           | 새정치국민회의 | 1998~1999 | 입당           |
|           | 무소속         | 1999~2002 | 제명           |
|           | 새천년민주당   | 2002      | 복당           |
|           | 무소속         | 2002~2003 | 탈당           |
|           | 새천년민주당   | 2003~2005 | 복당           |
|           | 민주당         | 2005~2006 | 당명 변경      |
|           | 무소속         | 2006~2020 | 탈당 정계 은퇴 |
|           | 더불어민주당   | 2020~2025 | 입당           |
|           | 무소속         | 2025~현재 | 탈당           |

## 미디어에서
- 김홍파 - 2018년 영화 《국가부도의 날》[4]

## 같이 보기
- 대한민국의 조달청장
- 대한민국의 기획재정부 차관보
- 대한민국의 과학기술정보통신부 차관
- 대한민국의 해양수산부 차관
- 대한민국의 기획재정부 차관
- 대한민국의 산업통상자원부 장관
- 대한민국의 기획재정부 장관
- 대한민국의 경제부총리
- 대한민국의 국무총리
- 경기도지사